# Perusia paja
Perusia paja är en fjärilsart som beskrevs av Paul Dognin 1896. Perusia paja ingår i släktet Perusia och familjen mätare. Inga underarter finns listade i Catalogue of Life.